# Ragenold de Nèustria
Ragenold († 885) fou el darrer comte d'Herbauges del 844 al 885, i comte del Maine i marquès de Nèustria (878-885). La seva filiació no és coneguda però per onomàstica es pensa que seria fill de Renald d'Herbauges (comte d'Herbauges). Va succeir a Herbauges al seu germà Hervé, mort en lluita contra Lambert II de Nantes.
Va combatre els normands a la batalla de Brillac junt amb el comte de Poitou Rainulf I.
Quan Carles el Calb va crear el 861 les marques de Nèustria i en va confiar una al senescal Adalard, es va aliar junt amb als seus suposats parents els rorgònides, al rei Salomó de Bretanya, i es va revoltar. No es van sotmetre fins al 865, quan el rei va retirar la marca a Adalard i la va concedir al rorgònida Gausfred del Maine.
El 878, a la mort de Gausfred, el rei va cedir la marca de Nèustria i el comtat del Maine a Ragenold a causa del fet que els fills de Gausfred eren encara menors d'edat i no podien recollir la successió.
El 25 de juliol del 885, els normands van saquejar Rouen. Ragenold va marxar en ajut de la ciutat i va sorprendre els normands mentre estaven ocupats en el saqueig, però va morir en els combats.